# Ortodoxní synagoga (Prešov)
Ortodoxní synagoga v Prešově se nachází v jedné z bočních uliček v historickém centru města. Do užívání byla slavnostně uvedena na svátek Jom kipur roce 1898. Je postavena v maurském stylu s umělecky cenným interiérem i exteriérem. Aron ha-kodeš pochází od košického sochaře Bacsóa, nástěnné malby od malíře Grazla. Náklady na výstavbu synagogy dosáhly částky 48 000 zlatých. Budova je orientována na jihovýchod (směrem ke Svaté zemi).
V roce 1989 projevila americká organizace Pacific Jewish Center se sídlem v Los Angeles zájem převézt interiér synagogy do USA. Plán však nebyl nikdy realizován a to především díky odporu členů židovské obce v Prešově, ale také v důsledku změn společenské situace.
Na patře v ženské galerii se v současnosti nachází Barkányho sbírka Židovského muzea Prešov.